# Phytorophaga nigriventris
Phytorophaga nigriventris är en tvåvingeart som beskrevs av Louis-Paul Mesnil 1942. Phytorophaga nigriventris ingår i släktet Phytorophaga och familjen parasitflugor. Inga underarter finns listade i Catalogue of Life.